# Nadab (Priester)

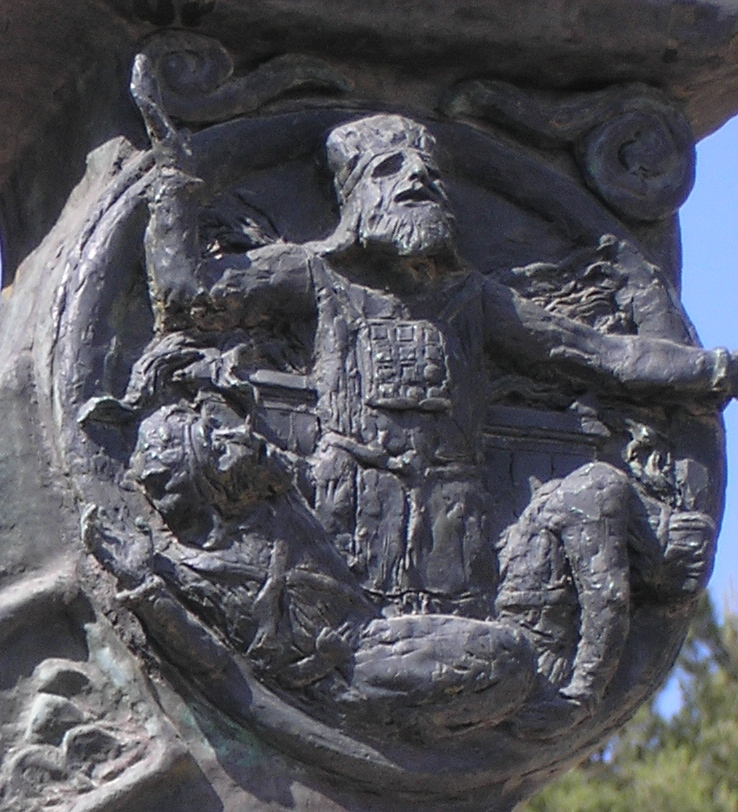
Aaron mit seinen toten Söhnen, Bildfeld an der großen Knesset-Menora, dort zugleich Symbol für die Halacha

Nadab war laut Bibel der erstgeborene Sohn des Hohepriesters Aaron, ein Neffe Moses. Er und sein jüngerer Bruder Abihu waren Gehilfen ihres Vaters bei der Einweihung der Stiftshütte (einer Vorform des Jerusalemer Tempels) und selbst zu Priestern bestimmt. Doch infolge eines Verstoßes gegen die strengen Opfervorschriften des 3. Buchs Mose sollen sie durch ein vom Altar ausgehendes Feuer getötet worden sein.
Die jüngeren Brüder Nadabs, Eleasar und Itamar, wurden bei seiner und Abihus öffentlicher Bestattung zu ihren Nachfolgern gemacht und erhielten die Mahnung, keinen Alkohol zu trinken, das Heilige vom Unheiligen, das Reine vom Unreinen zu unterscheiden. So wurde der Tod ihrer älteren Brüder zur Warnung an alle nachfolgenden Priester aus dem Stamm der Leviten, die Heiligkeit Gottes zu achten und seine Gebote bis in die Details hinein einzuhalten (Lev 10,1–11 ).
Der Priestersohn Nadab ist nicht zu verwechseln mit dem späteren König gleichen Namens.